# Aralidium
Aralidium là một chi trong họ Torricelliaceae, phân bố chủ yếu ở khu vực Đông Nam Á như Malaysia và Indonesia. Nó chia sẻ nhiều đặc trưng của cả hai họ Cam tùng (Araliaceae) và Sơn thù du (Cornaceae). Theo phân loại của hệ thống Cronquist thì chi này được xếp vào Họ Cuồng cuồng, nhưng theo phân loại của hệ thống APG II năm 2003 thì chi này lại được xếp vào họ riêng của chính nó, giống như trong hệ thống APG năm 1998, với danh pháp Aralidiaceae (Philipson và Stone, 1980). Nhưng với điều khoản cho rằng "Một vài họ là đơn chi và có thể hợp nhất khi các mối quan hệ nhóm chị-em được hỗ trợ tốt đã được xác lập.". Mối quan hệ như vậy đã được thiết lập cho các chi này vào năm 2004, tạo ra mô tả hiện tại của họ Torricelliaceae. Trên website của IPNI, người ta ghi nhận 3 danh pháp ở cấp độ loài cho chi này là Aralidium dentatum Miq., 1861 ở Sumatra, Aralidium integrifolium Heine, 1951 ở Borneo và Aralidium pinnatifidum Miq., 1855 ở Malacca. Website của Watson L. và Dallwitz M.J. lại chỉ ghi nhận 1 loài cho chi này nhưng không nói rõ là loài nào.